# Guillaumes
Guillaumes (okcitansko/provansalsko Guilherme; italijansko Guglielmi) je naselje in občina v jugovzhodnem francoskem departmaju Alpes-Maritimes regije Provansa-Alpe-Azurna obala. Leta 2006 je naselje imelo 697 prebivalcev.

## Geografija
Kraj leži v pokrajini Provansi ob reki Var, 95 km severozahodno od središča departmaja Nice.

## Administracija
Guillaumes je sedež istoimenskega kantona, v katerega so poleg njegove vključene še občine Beuil, Châteauneuf-d'Entraunes, Daluis, Entraunes, Péone, Saint-Martin-d'Entraunes, Sauze in Villeneuve-d'Entraunes z 2.179 prebivalci.
Kanton je sestavni del okrožja Nica.